# Tara Dakides
Tara Dakides (née le 20 août 1975 à Mission Viejo (États-Unis) est une snowboardeuse américaine. 